# Алафузов Володимир Антонович
Володимир Антонович Алафузов (рос. Влади́мир Анто́нович Алафу́зов; 17 червня 1901 — 30 травня 1966) — радянський військово-морський діяч, адмірал, кандидат військово-морських наук (1954), професор (1955).

## Біографія
Алафузов Володимир Антонович народився 4 (17) Червень 1901 року в місті Рига Ризького повіту Лифляндской губернії.
Військову службу в РККФ почав в 1918 році. Під час громадянської війни з вересня 1918 року по листопад 1921 року служив на посадах сигнальника, помічника військового комісара порт-бази, рульового гідрографічного судна «Полюс».
У 1919 році будучи сигнальником канонерського човна № 2 «Сміливий» Онежской військової флотилії брав участь в боях з інтервентами, був поранений. На початку 1920 р — комісар одного із з'єднань флотилії.
З листопада 1921 року по травень 1925 року В. А. Алафузов проходив навчання в Училище командного складу флоту.
З травня 1925 року по січень 1926 був помічником вахтового начальника лінкора «Марат». З січня 1926 року по листопад 1927 роки навчався на Спеціальних курсах комскладу ВМС РСЧА, після закінчення яких повернувся на лінкор «Марат», де проходив службу на посадах штурмана і старшого штурмана до листопада 1929 року.
В за листопаді 1929 року направлений для навчання на військово-морський факультет Військово-морської академії імені К. Є. Ворошилова, який закінчив в квітні 1932 року.
З квітня 1932 року по грудень 1935 року проходив службу на посадах начальника сектора оперативного відділу і начальника відділу бойової підготовки штабу флоту.
У грудні 1935 року В. А. Алафузов був призначений на посаду старшого помічника командира крейсера «Червоний Кавказ». З квітня 1937 року по квітень 1938 року під час Громадянської війни в Іспанії, номінально перебуваючи на посаді старшого помічника крейсера «Червоний Кавказ», проходив службу радником при командуючому республіканським флотом Іспанії [1]. «За зразкове виконання спеціальних завдань Уряду» капітан 3-го рангу Алафузов був нагороджений орденом Червоного Прапора [3].
У травні 1938 року призначений на посаду начальника оперативного управління Головного морського штабу ВМФ СРСР з повноваженнями заступника начальника Головного морського штабу. У жовтні 1939 року, перебуваючи на цій посаді, як члена Військово-морської комісії СРСР брав участь у переговорах з прибалтійськими країнами.
У період Радянсько-фінської війни 1939—1940 року був представником ДМШ на Червонопрапорному Балтійському флоті, одночасно займаючи посаду заступника командувача цим флотом.
З січня 1940 року В. А. Алафузов — командир військово-морської бази в місті Палдиски. З березня того-ж року — заступник начальника Головного морського штабу ВМФ СРСР.
4 червня 1940 року В. А. Алафузову було присвоєно військове звання контр-адмірал.
У липні 1940 року призначений на посаду начальника оперативного управління флоту-заступника начальника Головного морського штабу ВМФ СРСР.
З червня 1942 року виконував обов'язки начальника Головного морського штабу ВМФ СРСР, неодноразово виїжджав за дорученням командування ВМФ на фронт, в тому числі в Севастополь і в район дій Волзької військової флотилії під Сталінградом.
У лютому 1943 року призначений виконуючим обов'язки начальника штабу Тихоокеанського флоту.
27 січня 1944 року В. А. Алафузову було присвоєно військове звання віце-адмірал, а в червні того ж року він був призначений на посаду начальника Головного морського штабу ВМФ СРСР. Брав безпосередню участь в операції Північного флоту по забезпеченню переходу з Великої Британії лінкора «Архангельськ».
У квітні 1945 року спільно з командувачем Дніпровської військової флотилії керував діями флотилії на річці Одер в Берлінській наступальній операції.
З кінця квітня 1945 року призначений на посаду начальника Військово-Морської академії імені К. Є. Ворошилова.
12 січня 1948 року В. А. Алафузов разом з М. Г. Кузнєцовим, Л. М. Галлером і Г. А. Степановим був відданий Суду честі Міністерства Збройних Сил СРСР під головуванням Маршала Радянського Союзу Л. А. Говорова. Звинувачення полягало в тому, що в 1942—1944 роках вони без дозволу Уряду СРСР передали Великій Британії і США секретні креслення й описи висотної парашутної торпеди, дистанційної 130-мм гранати, декількох корабельних артилерійських систем, схеми управління стрільбою, а також деяку кількість секретних морських карт. Суд честі визнав їх винними і постановив ходатайствувати перед Радою Міністрів СРСР про їх віддання під суд Військової колегії Верховного суду СРСР.
3 лютого 1948 року В. А. Алафузов був засуджений Військовою колегією Верховного суду СРСР до 10 років позбавлення волі. 10 лютого 1948 року постановою Ради Міністрів СРСР позбавлений військового звання «адмірал».
13 травня 1953 року повністю реабілітований і відновлений у колишньому військовому званні «адмірал».
З травня 1953 року по травень 1958 року — заступник начальника Військово-Морської академії імені К. Є. Ворошилова. З червня 1958 року — у відставці.
У 1958—1960 роках був науковим референтом при Главкомі ВМФ СРСР.
З серпня 1964 року професор-консультант Вченої ради Військово-Морської академії.
Помер 30 травня 1966 року. Похований в Санкт-Петербурзі на Серафимовському кладовищі.

## Нагороди
- 2 ордена Леніна
- 3 ордена Червоного Прапора
- Орден Ушакова 1-го ступеня
- Орден Вітчизняної війни 1-го ступеня
- Орден Червоної Зірки
- Численні медалі, в тому числі:
  - Медаль «За оборону Севастополя»
  - Медаль «За оборону Сталінграда»
  - Медаль «За взяття Берліна»
  - Медаль «За перемогу над Німеччиною у Великій Вітчизняній війні 1941—1945 рр.»
  - Медаль «20 років перемоги у Великій Вітчизняній війні»
  - Медаль «XX років Робітничо-Селянській Червоній Армії»
  - Медаль «30 років Радянській Армії та Флоту»
  - Медаль «40 років Збройних Сил СРСР»
  - Медаль «В пам'ять 250-річчя Ленінграда»
- Іменна зброя